# 짠 바타나까
짠 바타나까(1994년 1월 23일 ~ )는 캄보디아의 축구 선수로 현재 보에웅 켓 앙코르에서 공격수로 활약하고 있으며 캄보디아 대표팀의 에이스로 손꼽히는 선수이다.

## 클럽 경력
자국 리그인 캄보디아 프리미어 리그의 프레아 칸 리치 스바이 리엥의 성인팀에 정식 입단한 이래 프로 통산 144경기에서 135골을 기록하고 있으며 특히 입단 첫 해인 2011-12 시즌 17경기에서 10골을 터뜨리며 2012년 캄보디아 최고의 신인 선수상을 수상했으며 이후 보에웅 켓 앙코르로 이적하였다.
그리고 2013년 훈센컵에서 팀은 비록 8강에서 탈락했지만 11골을 작렬시키면서 이 대회 득점왕을 차지했으며 2014년부터 2016년까지 3년 연속 캄보디아 리그 최우수선수상과 2015년과 2016년 역시 2년 연속 캄보디아 리그 득점왕을 거머쥐면서 팀의 2015 시즌 준우승과 2016 시즌 우승을 이끌었고 2015년 메콩 클럽 챔피언십에서도 5골을 터뜨리는 맹활약을 펼치면서 팀을 준우승으로 이끈 공로를 인정받아 최우수선수상에 선정되는 기쁨을 맛보았다.
2017 시즌이 끝난 후 J3리그 후지에다 MYFC 임대 이적을 통해 일본에 진출했지만 단 1경기도 출전하지 못했고 2018 시즌에 들어서서 말레이시아 슈퍼리그의 파항 FA로 넘어가서 10경기에서 단 1골에 그쳤으며 같은 해 친정팀인 보에웅 켓 앙코르로 복귀하여 9경기에서 5골을 터뜨리면서 기량을 회복하는 모습을 보여주었다.
그 뒤 2019년 다시 말레이시아의 슬랑오르 FA II로 넘어가서 10경기에서 3골을 기록한 후 같은 해 또 다시 보에웅 켓 앙코르로 복귀하여 2019년 훈센컵 우승, 2020년 C리그 우승을 맛보았다.

## 국가대표팀 경력
2013년 3월 22일 투르크메니스탄과의 2014년 AFC 챌린지컵 예선 E조 1차전을 통해 국제 A매치에 정식 데뷔를 알렸고 2014년 10월 8일 대만과의 친선 경기에서 A매치 데뷔골을 터뜨렸다.
이후 2016년 7월 28일 홈에서 열린 마카오와의 2018년 FIFA 월드컵 아시아 지역 1차 예선 1차전에서 멀티골을 기록하면서 팀의 2차 예선 진출을 이끌었고 같은 해 11월 20일 말레이시아와의 2016년 아세안 챔피언십 본선 B조 조별리그 첫 경기에서도 멀티골을 기록하기도 했다.
또한 2017년 9월 5일 같은 동남아시아팀인 베트남과의 2019년 AFC 아시안컵 최종 예선 C조 3차전에서도 동점골을 터뜨리기도 했으나 팀의 1-2 패배를 막기엔 역부족이었으며 팀도 1승 5패·조 최하위의 처참한 성적을 받아들였다.
그리고 2018년 아세안 챔피언십 본선 4경기에 모두 출전했는데 특히 라오스와의 A조 조별리그 3차전 경기에서 개인 A매치 통산 16번째 득점을 기록하면서 팀에 16년만의 아세안 챔피언십 승리를 선사했다.
그리고 2021년 10월 9일 바레인 이사타운의 칼리파 스포츠 시티 스타디움에서 열린 괌과의 2023년 AFC 아시안컵 예선 플레이오프 1차전에서 선제골이자 결승골을 터뜨리며 2회 연속 아시안컵 최종 예선 진출에 이바지했고 2021년 12월 15일 라오스와의 2020년 아세안 챔피언십 B조 조별리그 3차전에서 멀티골을 작렬시키며 팀의 2연속 스즈키컵 승리와 함께 캄보디아 축구 역사상 아세안 챔피언십 최다 득점 기록에 기여했다.

## 수상

### 클럽
보에웅 켓 앙코르
- 캄보디아 프리미어 리그 : 우승 (2016, 2020), 준우승 (2015)
- 메콩 클럽 챔피언십 : 준우승 (2015)
- 훈센컵 : 우승 (2019)

### 개인
- 캄보디아 올해의 신인 선수 : 2012
- 훈센컵 득점왕 : 2013
- C리그 MVP : 2014, 2015, 2016
- C리그 득점왕 : 2015, 2016
- 메콩 클럽 챔피언십 MVP : 2015
- 캄보디아 축구 협회 선정 올해 최고의 선수 : 2017